# Club Deportivo Atlético Huila
El Club Deportivo Atlético Huila, és un club colombià de futbol de la ciutat de Neiva.

## Història
El club va ser fundat el 1990. El 2007 jugà la seva primera final de la Copa Mustang perdent contra l'Atlético Nacional

## Palmarès
- Primera B (3): 1992, 1997, 2020